# Botryodontia tetraspora
Botryodontia tetraspora är en svampart som först beskrevs av S.S. Rattan, och fick sitt nu gällande namn av Hjortstam & Ryvarden 2002. Botryodontia tetraspora ingår i släktet Botryodontia och familjen Hymenochaetaceae.   Inga underarter finns listade i Catalogue of Life.